# Acanthurus sohal
Acanthurus sohal е вид лъчеперка от семейство Acanthuridae. Видът е незастрашен от изчезване.

## Разпространение и местообитание
Разпространен е в Бахрейн, Джибути, Египет, Еритрея, Йемен, Израел, Йордания, Ирак, Иран, Катар, Кувейт, Обединени арабски емирства, Оман, Саудитска Арабия, Сомалия и Судан.
Среща се на дълбочина от 2 до 4 m.

## Описание
На дължина достигат до 40 cm.
Популацията им е стабилна.